# Eide
Eide é uma comuna da Noruega, com 152 km² de área e 3 287 habitantes (censo de 2004).         